# Hideo Kobayashi
Hideo Kobayashi (小林 秀雄 Kobayashi Hideo?,  Tokio, Japón, 11 de abril de 1902 - Kamakura, Prefectura de Kanagawa, 1 de marzo de 1983) fue un escritor y crítico literario japonés. Kobayashi es célebre por establecer la crítica literaria como una forma de arte independiente en Japón.

## Primeros años
Kobayashi nació el 11 de abril de 1902 en el distrito de Kanda, Tokio. Su padre, Toyozō, era un notable ingeniero que introdujo la tecnología europea del pulido de diamantes a Japón, y quien también inventó una aguja de fonógrafo basada en el rubí. Estudió literatura francesa en la Universidad de Tokio, compartiendo clases con Hidemi Kon y Tatsuji Miyoshi. Conoció al poeta Chūya Nakahara en abril de 1925, con quien rápidamente se hizo amigo íntimo y publicaría en algunas en revistas literarias. Kobayashi fue amigo cercano de Nakahara durante toda la vida de este, a pesar de que noviembre del mismo año, comenzó a vivir junto a la antigua pareja de Nakahara, la actriz Yasuko Hasegawa. 
Se graduó de la universidad en marzo de 1928 y poco después se mudó a Osaka. Permaneció en Osaka durante unos meses antes de mudarse a Nara, donde se hospedó en la casa del escritor Naoya Shiga desde mayo de 1928. Su relación con Yasuko Hasegawa terminó alrededor de esta época. En septiembre de 1929, Kobayashi envió un artículo a un concurso de la revista literaria Kaizō, y ganó el segundo lugar.

## Carrera literaria
A principios de la década de 1930, Kobayashi se asoció con los novelistas Yasunari Kawabata y Riichi Yokomitsu, y colaboró en artículos para la revista literaria Bungakukai, de la que se convirtió en editor en enero de 1935. Kobayashi creía que la literatura debería ser considerada relevante para la sociedad, con los escritores y críticos practicando responsabilidades sociales. Sus editoriales abarcaron una amplia gama desde literatura contemporánea hasta clásicos, filosofía y artes. En esta época, también publicó Watakushi Shosetsu Ron, una crítica al popular género del Watakushi-shōsetsu. Desde abril de 1932, también trabajó como profesor en la Universidad de Meiji y fue ascendido a profesor en junio de 1938.
A mediados de la década de 1930, Kobayashi tenía una carrera establecida como crítico literario. Su aversión hacia las ideas abstractas y la conceptualización era ampliamente conocida, al igual que su preferencia por la espontaneidad y la intuición. En cuanto a la literatura, reservó su mayor elogio para las obras de Kan Kikuchi y Naoya Shiga, mientras que expresó una baja opinión de Ryūnosuke Akutagawa por considerar que eran demasiado rebuscadas. Kobayashi se estableció en la ciudad de Kamakura en 1931 y fue una figura central en la actividad literaria local.
En 1937, Nakahara murió de encefalitis y le confió a Kobayashi el manuscrito de una de sus obras, Arishi Hi no Uta, en su lecho de muerte. También fue el responsable de la promoción póstuma de las demás obras de su amigo.

## Período de guerra

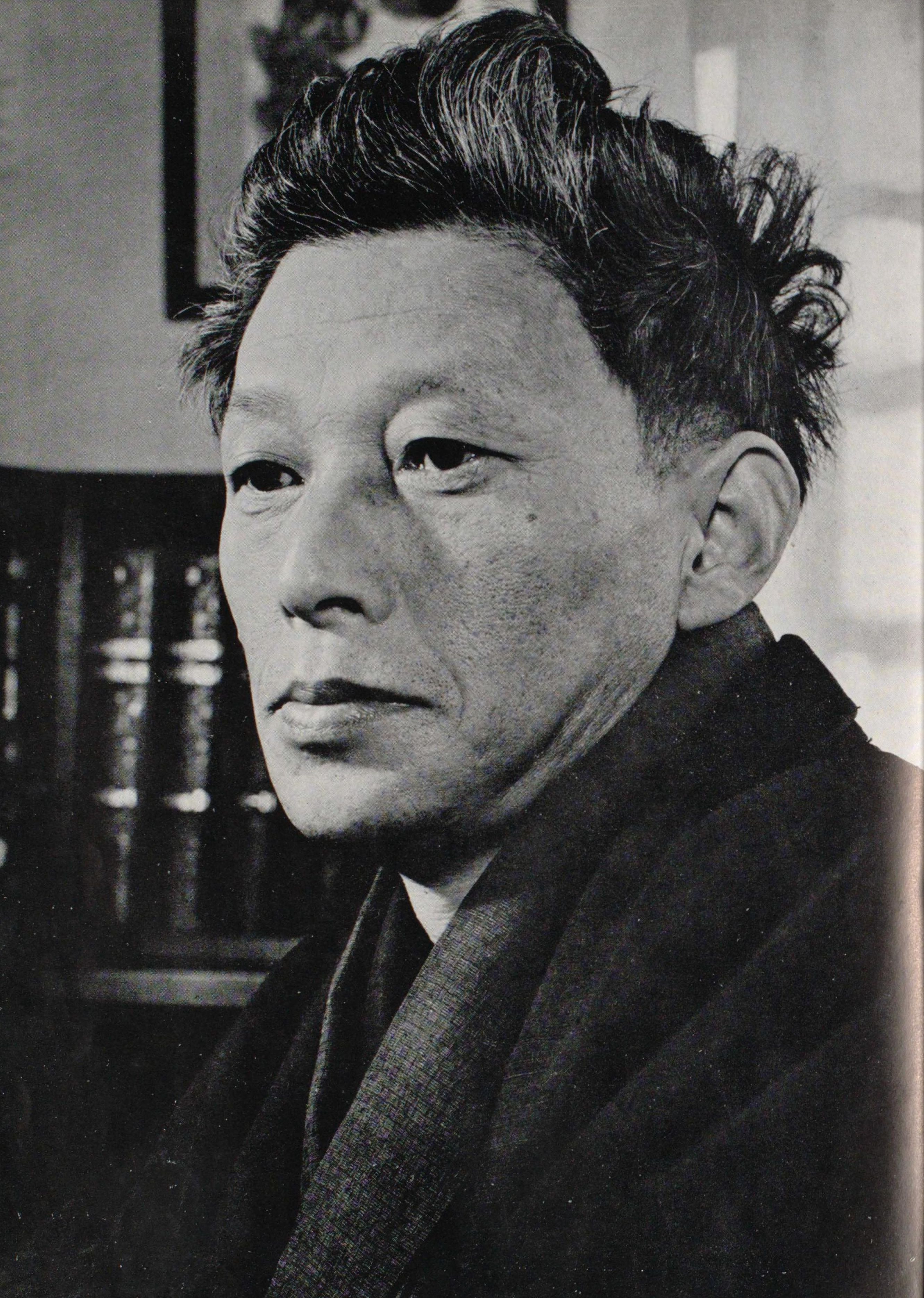
«Así como una tormenta debe ser erosionada, se debe ganar una guerra, sin importar lo correcto o incorrecto». —Hideo Kobayashi en Senso ni Tsuite.

En la política, Kobayashi era admirador de los escritos del nacionalista militante Shūmei Ōkawa. En noviembre de 1937, escribió el ensayo Senso ni Tsuite ("Sobre la guerra"), que fue publicado en una importante revista intelectual, Kaizō. En el ensayo, atacó a otros escritores e intelectuales que continuaban oponiéndose a la creciente guerra en China, recordándoles que su deber como súbditos del emperador tenía prioridad sobre todo lo demás. También sostuvo que poco importaba cuál era la razón de la guerra, siendo lo único que lo hacía el hecho de que existía y debía ser tratada. Kobayashi veía a la guerra como un acto de la naturaleza —como una tormenta— impermeable al análisis y más allá del control humano. 
Kobayashi viajó a China por primera vez en marzo de 1938 como corresponsal especial de la popular revista Bungeishunjū, y como invitado del Ejército Imperial Japonés. Este fue el primero de sus seis viajes en tiempos de guerra al continente, donde estuvo en las áreas ocupadas por los japoneses al este y el norte de China. En 1940, junto con Kikuchi, Kawabata y Yokomitsu, así como también con otros cincuenta y dos otros escritores, Kobayashi viajó por Japón, Corea y Manchukuo como miembros de la campaña literaria Bungei Jugo Undo, organizado por Kikuchi para promover el apoyo a la guerra.

## Vida posterior

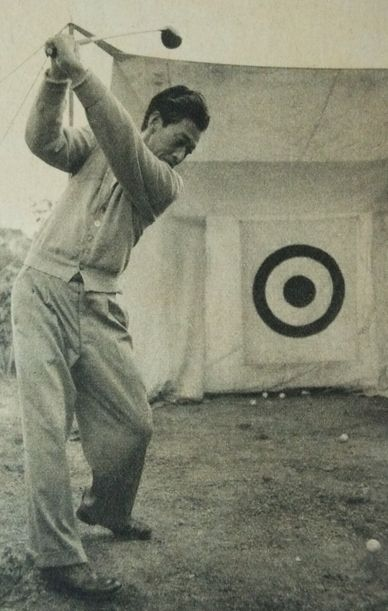
Kobayashi jugando al golf, en 1954.

Tras el final de la Segunda Guerra Mundial, Kobayashi fue duramente atacado por izquierdistas por su colaboración con el ejército japonés, pero las autoridades de la ocupación estadounidenses nunca presentaron cargos contra él, ni tampoco fue depuesto de la vida pública. Sin embargo, la reputación de Kobayashi como crítico literario siguió estando intacta después de la guerra. Renunció a la docencia en la Universidad de Meiji en agosto de 1946. En 1951, una antología de sus obras recibió el Premio de la Academia de Arte de Japón.
En el período de la posguerra, Kobayashi comenzó un negocio como comerciante de antigüedades (acumulando una considerable colección de arte japonés), viajó a Europa, escribió ensayos y dio conferencias sobre una gran variedad de temas, realizó transmisiones de radio, participó en diálogos con escritores, artistas y científicos, y escribió sobre el golf. Sus obras Watashi no jinseikan ("Mi visión de la vida") y Kangaeru hinto ("Consejos para pensar") se convirtieron en best-sellers.
En 1958, Kobayashi recibió el Premio Literario Noma por Kindai kaiga. Más tarde se convirtió en miembro de la Academia de Arte de Japón en 1959 y fue galardonado con la Orden de la Cultura por el gobierno japonés en 1967.
Kobayashi murió de una insuficiencia renal el 1 de marzo de 1983, a la edad de 80 años. Su tumba se encuentra en el templo de Tōkei-ji en Kamakura.

## Legado
El Premio Kobayashi Hideo (Kobayashi Hideo Shō) fue establecido en 2002 por Shinchō Bungei Shinkō Kai (Sociedad Shinchō para la Promoción de las Artes Literarias). Se otorga anualmente a una obra de no ficción publicada en japonés, entre el 1 de julio y el 30 de junio del año siguiente, que ofrece una nueva imagen del mundo basada en la demostración de un espíritu libre e intelecto flexible. El ganador recibe un regalo conmemorativo y una recompensa en efectivo de 1 millón de yenes.

## Distinciones y premios
- 1953 - Premio Yomiuri
- 1958 - Premio Literario Noma
- 1959 - Miembro de la Academia de Arte de Japón
- 1963 - Person of Cultural Merit
- 1967 - Orden de la Cultura